# ان‌جی‌سی ۱۲۳
ان‌جی‌سی ۱۲۳ (به انگلیسی: NGC 123) یک جسم ناشناخته است که در صورت فلکی نهنگ قرار دارد.